# Liste der Geotope im Kreis Steinburg
Diese sortierbare Liste enthält die Geotope des Kreises Steinburg in Schleswig-Holstein. Sie enthält die amtlichen Bezeichnungen für Namen und Nummern sowie deren geographische Lage (Stand 2015).
| Geotop-Nummer | Objektnummer Geotop-Potentialgebiet | Name | Geotoptyp             | Gemeinde/Stadt           | Koordinaten                                                 | Bild                | Bemerkung |
| ------------- | ----------------------------------- | --- | --------------------- | ------------------------ | ----------------------------------------------------------- | ------------------- | --- |
| Du 030        |                                     | Binnendünen zwischen Störkathen und Kellinghusen                                                                 | Düne, Flugsandgebiet  |                          | 53° 58′ 14,4″ N, 9° 44′ 44,7″ O                             |                     | Innerhalb des Geotops liegen das Naturschutzgebiet Heidefläche bei Kellinghusen und das Landschaftsschutzgebiet Waldfläche bei Kellinghusen |
| Du 038        |                                     | Binnendünen Münsterdorfer Geestinsel (2 Einzelflächen)                                                           | Düne, Flugsandgebiet  | Münsterdorf, Breitenburg | 53° 53′ 28″ N, 9° 31′ 42″ O                                 | Binnenduenen Nordoe | |
|               | Ka 002                              | Peissener Loch                                                                                                   | Karstform             | Peissen                  | 54° 0′ 50″ N, 9° 36′ 34,9″ O                                |                     | |
|               | Ka 003                              | Erdfälle Münsterdorfer Geest mit Einbruchtrichter „Knickenkuhle“                                                 | Karstform             | Münsterdorf              | 53° 54′ 13″ N, 9° 31′ 3,5″ O                                |                     | |
|               | Ka 004                              | Erdfälle bei Lägerdorf und Heidestrasse (3 Einzelflächen)                                                        | Karstform             |                          | 53° 52′ 50,9″ N, 9° 33′ 19″ O                               |                     | |
| Kl 046        |                                     | Kliff südlich von Nutteln (4 Einzelflächen)                                                                      | Kliff                 |                          | 53° 58′ 11,6″ N, 9° 23′ 35,9″ O                             |                     | |
| Kl 047        |                                     | Kliffe Oeschenbüttel – Kellinghusen – Mühlenbarbek, Winseldorf – Itzehoe, Krempermoor Dägeling (6 Einzelflächen) | Kliff                 |                          | 53° 57′ 7,6″ N, 9° 41′ 29,4″ O                              |                     | |
|               | Ma 004                              | Marschlandschaft westlich von Wilster (Diekdorf)                                                                 | Marsch/Wattlandschaft |                          | 53° 55′ 14,1″ N, 9° 21′ 21,1″ O                             |                     | |
|               | Me 002                              | Schreibkreidengruben Lägerdorf und Kronsmoor/Breitenburg                                                         | Aufschluss            |                          | 53° 52′ 45,8″ N, 9° 34′ 6,8″ O                              |                     | |
| Qh 003        |                                     | Holozän: Raseneisenstein- und Vivianit-Vorkommen Störkathen                                                      | Aufschluss            |                          | 53° 58′ 31″ N, 9° 44′ 47,6″ O 53° 58′ 40″ N, 9° 44′ 54,3″ O |                     | |
| Qp 002        |                                     | Holstein- und Wacken-Warmzeit: Tongrube Wacken (2 Einzelflächen)                                                 | Aufschluss            |                          | 54° 1′ 18,7″ N, 9° 24′ 7,8″ O                               |                     | |
| Qp 003        |                                     | Holstein- und Wacken-Warmzeit: Tongrube Muldsberg                                                                | Aufschluss            | Mehlbek                  | 53° 59′ 41,3″ N, 9° 25′ 21,6″ O                             | Tongrube Muldsberg  | |
| Qp 005        |                                     | Elster-Kaltzeit / Saale-Komplex: Lägerdorf, Grube Saturn                                                         | Aufschluss            | Kronsmoor, Breitenburg   | 53° 54′ 7,2″ N, 9° 35′ 6,8″ O                               | Kreidegrube-Saturn  | |
| Qp 031        |                                     | Pleistozän: Störungen und Grabenstrukturen im Deckgebirge der Schreibkreide auf der Struktur Peissen             | Aufschluss            |                          | 54° 2′ 12″ N, 9° 36′ 31,2″ O                                |                     | |
|               | Mo 009                              | Eisrandlage der Höhen von Itzehoe                                                                                | Moräne                | Itzehoe                  | 53° 56′ 13,8″ N, 9° 32′ 36″ O                               |                     | |
|               | Mo 012                              | Moränenzug Wacken – Bokhorst – Siezbüttel – Gokels                                                               | Moräne                |                          | 54° 3′ 26,5″ N, 9° 25′ 34,1″ O                              |                     | Der Moränenzug liegt sowohl im Kreis Steinburg, als auch im Kreis Rendsburg-Eckernförde.                                                    |
| Os 017        |                                     | Os – System Forst Steinburg                                                                                      | Os                    |                          | Koordinaten fehlen! Hilf mit.                               |                     | |
|               | Ta 024                              | Trockentäler am Glasberg östlich Wiedenborstel                                                                   | Talform               |                          | 54° 2′ 10,7″ N, 9° 47′ 13″ O                                |                     | |
|               | Ta 025                              | Trockental bei Hohenfiert                                                                                        | Talform               | Hohenlockstedt           | 54° 0′ 30,2″ N, 9° 38′ 41,5″ O                              |                     | |

## Quelle
- Geotopliste Planungsraum III. (PDF; 310,1 kB) Geologischer Dienst im Landesamt für Landwirtschaft, Umwelt und ländliche Räume des Landes Schleswig-Holstein, 15. Mai 2015, abgerufen am 20. Juli 2022.